# Larbi Hamouche
Larbi Hamouche, né le 12 mars 1991 à Béjaïa, est un footballeur algérien évoluant au poste de milieu offensif.

## Biographie
Larbi grandit à Béjaïa et commence à jouer au football en participant à des tournois de quartier. Il intègre ensuite l'école de football de la JSM Béjaïa. Il fait partie du groupe pro à partir de 2011.
En 2009, à l'âge de 18 ans il signe à la JSMB, et il commence à jouer avec les juniors. Deux ans plus tard, il intègre l'équipe sénior.
Larbi est titulaire de la 24e licence pour la saison 2014-2015, il renouvelle son contrat avec la JSMB pour deux autres saisons.